# عشق آوریل (نقاشی)
عشق آوریل (به انگلیسی: April Love) یک نقاشی اثر هنرمند پیشارافائلی، آرتور هیوز است که بین سال‌های ۱۸۵۵ و ۱۸۵۶ کشیده‌شد. این نقاشی نخستین‌بار در سال ۱۸۵۶ در آکادمی سلطنتی هنر به‌نمایش درآمد.
صاحب نخست این اثر ویلیام موریس بود. تیت بریتانیا آن را در سال ۱۹۰۹ خرید و تا امروز در این نگارخانه نگهداری می‌شود.
این نقاشی سبک پیشارافائلی را به‌خوبی نشان می‌دهد، سبکی که در آن شیوه‌ای ملایم برای به‌تصویر کشیدن زنانگی و طبیعت دیده می‌شود. رنگ‌های روشن و زن‌های موسرخ و نیز تاکید بر طبیعت و نمادگرایی از ویژگی‌های این سبک است. نقاشی‌های این سبک در پایان سده ۱۸۰۰ میلادی و در واکنش به صنعتی‌سازی پدیدار شدند.
این نقاشی یک زوج جوان را درحالی که در بحرانی عاطفی به‌سر می‌برند، به‌تصویر می‌کشد. مرد به سختی در نقاشی دیده می‌شود و سرش را روی دست چپ زن خم کرده. زن درحالی که اشک در چشمانش حلقه‌زده به شکوفه‌های ریخته نگاه می‌کند، که خبر از پایان بهار و عشق زودهنگام و جوان می‌دهند.
مدل زن این نقاشی ترایفینا فورد است که هیوز در سال ۱۸۵۵ با او ازدواج کرد.